# 創憲
創憲（そうけん）は、日本国憲法に対する政治的立場・主張の一つ。憲法無効論に基づく自主憲法制定論から護憲論を発展させたものまでのそれぞれ異なるものを指して用いられる。

## 憲法無効論に基づく立場としての創憲論
草案作成から議会審議まで一貫してGHQの統制がおよぶ中で成立した日本国憲法は無効である、若しくは破棄すべきものであるから、自主憲法を制定すべき、とする主張で、一般に自主憲法論と同質とされるが、憲法無効論や改憲論ともあまり区別されない。
主張している主な政党・政治団体
- 参政党
- 新党大地
- 日本第一党
- 新党くにもり
- 維新政党・新風

かつて主張していた政党・政治団体
- 自民党[[[Wikipedia:検証可能性|要検証]] – ノート]
- 生長の家政治連合[1]
- 自由党[[[Wikipedia:検証可能性|要検証]] – ノート]
- たちあがれ日本[要検証 – ノート]
- 民主党、民進党[2]
- 日本のこころ[[[Wikipedia:検証可能性|要検証]] – ノート]

主な論者
- 菅直人[要検証 – ノート]
- 小沢一郎[要検証 – ノート]
- 福山哲郎[要検証 – ノート]
- 平沼赳夫[要検証 – ノート]

## 1990年代における創憲論
1990年代においては護憲的立場を発展させた立場として「創憲」の語が使われていた。 
1991年に創憲論を提唱した政治学者の山口二郎は、当時の立場を後に「国連平和維持活動（ＰＫＯ）への参加や非核三原則、武器禁輸などの原則を新たな条文として追加し、専守防衛に徹してきた平和的な国家像を守るのが狙い」と回想している。
創憲論を提唱していた日本社会党委員長の山花貞夫は1993年4月に発表した『私の創憲論』のなかで憲法第九条の維持と憲法の基本理念の創造的な発展を前提としつつ、「創憲」を「…大きく変動しつつある世界と日本の状況をふまえ、国民のコンセンサスを得つつ、「新しい憲法を創る」ほどの意欲をもって、日本国憲法の有する平和主義、基本的人権の尊重、国民主権という三つの基本的な内容をいっそう発展させ、現代にふさわしい、時代の精神に沿う新しい政治・社会システムの基本を創りあげようという」というものであるとした。さらにその内容として
①日本国憲法の理念と条文に基づき、その示す方向を現状の状況にみあって、積極的な法制度として発展させていく憲法政策
②平和、人権、民主主義の現代的な発展をはかるための各種の市民運動の展開とそのネットワークづくりからなる創造的な憲法運動
③現在と将来のわが国の基本方向を明らかにするための、日本国憲法の条文の内容にわたる憲法議論
があるとした。具体的な政策としては、安全保障の分野においては憲法の精神（理念）にのっとった安全保障基本法の制定、PKOを含む国際貢献のための自衛隊とは別組織の設立、これらの政策の前提の上での自衛隊の再編・削減が挙げられていた。

## 2000年代における創憲論
2000年代においては民主党が自らの立場として創憲の語を用いた。
民主党は2003年第４３回衆議院総選挙のマニフェストで「憲法を「不磨の大典」とすることなく、またその時々に都合のよい憲法解釈を編み出すのではなく、憲法が国民と国の基本的規範であることをしっかりと踏まえ、国民的な憲法論議を起こし、国民合意のもとで「論憲」から「創憲」へと発展させます。」と明記した。
　
菅直人は2004年1月に民主党代表として「…単に批判するのではなく、日本の国のあるべき姿を示す新たな憲法を創る「創憲」を主導してまいりたいと思います。できれば憲法発布から60年目に当たる2006年までに、国民的運動を集約する形で民主党として新たな憲法のあり方を国民に示せるようにしたいと考えます。」と発言した。
　
仙谷由人は民主党憲法調査会が2004年6月に発表した「創憲に向けて、憲法提言　中間報告」で「民主党が掲げる「創憲」は、このような危うい政治の現実に対して、立憲政治を立て直し、「法の支配」が確立された社会を創り出すことにその大きなねらいがある。そして、過去を振り返るのではなく、未来に向かって新しい憲法のあり方を考え、積極的に構想していくという意味での「創憲」がいま最も求められているものである。」とした。